# Arthur Frothingham
Arthur Lincoln Frothingham, Jr. (Boston, 21 de junio de 1859 - Nueva York, 28 de julio de 1923), fue un arqueólogo estadounidense, uno de los primeros profesores de historia del arte en la Universidad de Princeton. 

## Biografía
Frothingham nació en Boston, Massachusetts, provenía de una familia adinerada, lo que le permitió estudiar idiomas en el Seminario Católico de San Apolinario en Roma y en la Universidad de Roma La Sapienza, entre 1868 y 1881. En 1882, comenzó a enseñar lenguas semíticas en la Universidad Johns Hopkins. Completó su doctorado en Alemania, en la Universidad de Leipzig en 1883, año en el que se casó con Helen Bulkley Post. En 1884, fue secretario del recién fundado Instituto Arqueológico de América, y en 1885, con el profesor de Princeton Allan Marquand, cofundó el American Journal of Archaeology, la revista de la institución, convirtiéndose en el primer editor, cargo que mantuvo hasta 1896.
En 1886, se convirtió en profesor en la Universidad de Princeton, enseñando historia del arte y arqueología. Junto con Allan Marquand, trabajó para reescribir el Moritz Carrière Bilder Atlas como un cuarto volumen de la Iconographic Encyclopedia (1887).
Durante la década de 1890, Frothingham se convirtió en director asociado de la Academia Americana en Roma, un puesto que implicaba en gran medida actuar como agente de los museos estadounidenses. En esta época adquirió veintinueve grupos de tumbas etruscas excavadas por Francesco Mancinelli en Narce, así como de otros sitios. Frothingham también estudió la topografía de Latium y fue intervenido en una excavación en el sitio de Norba, pero no se le concedió permiso para el trabajo de campo. De 1895 a 1896, Frothingham fue director asociado de la Escuela Americana de Estudios Clásicos en Roma.
Frothingham realizó artículos sobre arquitectura para la New International Encyclopedia. En los años posteriores a la Primera Guerra Mundial, estudió los problemas de la población inmigrante en los Estados Unidos, testificando en las Audiencias de Lusk en Washington D. C.. Frothingham siguió siendo profesor de historia antigua y arqueología en Princeton hasta 1906.
Permaneció en la ciudad de Princeton (Nueva Jersey) el resto de su vida, solo se dedicó a publicar como académico privado. Hacia el final de su vida, viajó a Italia para estudiar fascismo. Murió en la ciudad de Nueva York debido a una enfermedad cardíaca.

## Publicaciones
- The Monuments of Christian Rome from Constantine to the Renaissance. Nueva York: Macmillan, 1925.
- (Con Allan Marquand) A Text-Book of the History of Sculpture. Nueva York: Longmans, Green y Co., 1896.
- (Con Russell Sturgis) A History of Architecture. 4 vols. Nueva York: The Baker & Taylor Company, 1906-15.
- Architecture, Mythology, the Fine Arts, Technology. volumen 4. Iconographic Encyclopaedia of Science, Literature, and Art. Nueva York: R. Garrigue, 1887.